# Vepris reflexa
Vepris reflexa är en vinruteväxtart som beskrevs av Verdoorn. Vepris reflexa ingår i släktet Vepris och familjen vinruteväxter. Inga underarter finns listade i Catalogue of Life.